# Dieter Gerbeth
Dieter Gerbeth (* 13. Oktober 1931 in Leipzig; † 7. Oktober 2018) war ein deutscher Maler und Grafiker.

## Leben und Werk
Gerbeth absolvierte ab 1946 eine Lehre als Schildermaler und arbeitete in seinem Beruf. Von 1954 bis 1959 studierte er bei Bernhard Heisig und im Grundstudium Grafik bei Werner Tübke an der Hochschule für Grafik und Buchkunst Leipzig. Einer seiner Kommilitonen war Klaus Matthäi. Danach war Gerbeth in Berlin als freischaffender Künstler tätig. In der Auseinandersetzung mit den Werken von Georg Schrimpf und Alexander Kanoldt formte er einen sachlich-konstruktivem Stil, der insbesondere seine Architekturlandschaften prägt. Lothar Lang ordnete ihn in die „veristische Enklave in Berlins Kunst“ ein.
Gerbeth war bis 1990 Mitglied des Verbands Bildender Künstler der DDR. Er hatte in der DDR eine bedeutende Zahl von Einzelausstellungen und Ausstellungsbeteiligungen. 1958 unternahm er eine Studienreise in die UdSSR. 1968 erhielt er die Arthur-Becker-Medaille.
1994 zog er mit seiner Frau, der Grafikerin Hildegard Gerbeth nach Puttball im Wendland. Die Tochter Hildegard und Dieter Gerbeths, Irena Naußend (* 1962), hat in Dresden Theatermalerei studiert und arbeitet als freischaffende Künstlerin in Lüchow.
Gerbeth ist u. a. in der Berlinischen Galerie, der Kunstsammlung der ehemaligen Artothek der Universität Rostock und der Gemäldesammlung des Kulturhistorischen Museums Magdeburg vertreten.

## Fotografische Darstellung Gerbeths
- Barbara Morgenstern: Dieter Gerbeth (1979; aus einer Serie von Fotografien)[4]

## Werke (Auswahl)

### Tafelbilder
- Brauereikomplex (1973, Öl, 44,5 × 53 cm; auf der XIII. Kunstausstellung der DDR)[5]
- Aus Osterburg (1980, Öl, auf der IX. Kunstausstellung der DDR)
- Altes Holz im Gras (1974, Öl, 35 × 40 cm)[6]
- Landschaft mit Badenden (1982, Öl, 25 × 45 cm)[6]
- Daphnes und Cloe (1988, Öl, 53 × 43 cm)[6]
- Weg zum See (1987, Öl, 39 × 53 cm; Kunstarchiv Beeskow)[7]
- Kleiner Ausblick auf Dächer (1992, Öl, 38,5 × 49,5 cm)[8]

### Druckgrafik
- Die Tannendorfbrücke (1978, Lithografie, 25 × 35 cm)[9]
- Liebespaar (Lithografie, 29,0 × 23,0 cm)[10]

## Ausstellungen (unvollständig)

### Einzelausstellungen
- 1979: Berlin, Galerie des Staatlichen Kunsthandels
- 1980: Rostock, Galerie am Boulevard
- 1982 bis 1983: Potsdam, Kleine Galerie im Keller; Luckenwalde, Galerie im Zentrum, und Brandenburg/Havel, Galerie in der Steinstraße
- 1983: Luckenwalde, Galerie im Zentrum
- 1983: Rostock, Galerie am Boulevard
- 1988: Berlin, Galerie M
- 1994: Berlin, Galerie 100

### Beteiligung an zentralen und wichtigen regionalen Ausstellungen in der DDR
- 1975 bis 1989: Berlin, sechs Bezirkskunstausstellungen
- 1975 und 1979: Schwerin, Staatliches Museum („Farbige Grafik in der DDR“)
- 1977: Berlin, Galerie am Prater („Berliner Grafik“)
- 1977: Leipzig, Galerie am Sachsenplatz („Ausgewählte Aquarelle von DDR-Künstlern“)
- 1977/1978 und 1982/1983: Dresden, VIII. und IX. Kunstausstellung der DDR
- 1978: Leipzig, Galerie am Sachsenplatz („Collagen, Montagen, Frottagen von Künstlern der DDR“)
- 1979: Berlin, Galerie am Prater („Berlin im Bild 1949–1979“)
- 1983: Berlin, Galerie am Prater („Retrospektive 1973–1983“)
- 1987: Berlin, Ephraim-Palais („Das Bild der Stadt Berlin von 1945 bis zur Gegenwart“)